# Thom Bonder
Thom Bonder (Assen, 21 juni 1994 – Oude Pekela, 11 juni 2025) was een Nederlandse mountainbiker. 

## Carrière
Sinds januari 2018 reed Bonder voor het Mijn-Bad Liv/Giant Offroad team, waar hij zich focuste op de marathonafstanden bij de elites.
In 2016 werd Bonder Nederlands Kampioen Mountainbike Marathon onder de 23 jaar. Bonder wist zich in 2017 voor het eerst te kwalificeren voor het Wereldkampioenschap Mountainbike Marathon in het Duitse Singen. In 2019 haalde Bonder brons op het Nederlands Kampioenschap Mountainbike Marathon voor Elites waarbij hij alleen Hans Becking en Lars Boom voor zich hoefde te dulden.

## Palmares / uitslagen

### 2012
- Open Fries Kampioenschap MTB - 2e

### 2013
- MTB Trophy Steenwijkerland – 22e (XCO Elite)
- Noordelijke ATB Trophy – 34e (XCO Elite)
- Stappenbelt Rabobank MTB Trophy – 48e (XCO Elite)
- Paasbike Rabobank Bikecenter – 31e (XCO Elite)

### 2014
- MPL Stappenbelt MTB Trophy – 19e (XCO Elite)
- Internationale MTB Zoetermeer – 17e (XCO Elite)
- Roc des Ardennes – 50e (UCI MTB Marathon Series)
- Vayamundo MTB Cup – 29e (U23 XCO)
- Paasbike Rabobank – 20e (XCO Elite)

### 2015
- Benelux Cup Oldenzaal – 6e (XCO Elite)

### 2016
- Nederlands Kampioenschap MTB Marathon U23 – 1e (Bart Brentjens Challenge)
- Drents MTB Kampioenschap Elite – 1e
- Geopark Hondsrug Classic – 2e

### 2017
- UCI MTB Marathon Series Jelenia Gora – 14e (kwalificatie WK)
- Wereldkampioenschap MTB Marathon Singen – 98e

### 2018
- Montferland Marathon – 1e
- Amerongse Berg Marathon – 1e
- XCO Assen – 1e
- Vulkan Bike Daun – 1e
- Hel van Groesbeek – 3e

### 2019
- Veldslag om Norg – 2e
- NK MTB Marathon Elite – 3e (Bart Brentjens Challenge)
- Algarve Bike Challenge Etappe 2 – 3e
- Hel van Groesbeek – 3e
- Montferland Marathon – 3e
- UCI MTB Marathon Series Jelenia Gora – 10e (kwalificatie WK)
- MTB Marathon Series – Jablonne v Podjestedi – 17e

### 2020
- Hondsrug Classic – 2e
- NK XCO – 4e

### 2021
- NK MTB Marathon – 10e
- Bartje 200 – 3e
- UCI MTB Marathon Series – Absa Cape Epic – 14e

### 2022
- WK Gravel Profs/Elite (Italië) – 56e
- Gravel One Fifty UCI – 5e
- Dutch Masters of MTB (DUO) – 1e
- NK MTB Marathon (Gasselte) – 5e
- Vulkan Bike Marathon – 1e
- Veldslag om Norg – 3e
- Rothaus Giro – 14e
- NK XC – 8e
- Nederlandse Kampioenschappen XCM Elite – 5e
- MTB Marathon Series – Jelenia Góra – 24e

### 2023
- Gravel Challenge Blaavands UCI – 15e
- Bartje 200 – 1e
- Drenthe 200 – 4e
- NK MTB Marathon – 7e
- Saarschleifen MTB Marathon – 2e
- NL Gravel Series Zandvoort – 1e
- BEMC – 13e
- Dutch National Championships XCM (Eijsden) – 10e
- Roc d’Ardenne XCM – 14e
- Absa Cape Epic – 27e
- NK Gravel Banholt - 10e

### 2024
- Gravel Challenge Blaavands UCI – 16e
- Houffa Gravel UCI – 20e
- 3Rides Aken Gravel UCI – 28e
- UEC Marathon Europees kampioenschap (Viborg, Denemarken) – 33e
- Bartje 200 – 1e
- Drenthe 200 – 14e
- Dutch Masters of MTB 105 km – 1e
- Veldslag om Norg – 3e
- Cape Epic – 21e
- Apeldoorn Marathon – 2e
- Andalucia Bike Race – 27e
- MTB Marathon Amerongen - 2e
- NK Marathon MTB Elite - 5e

### 2025
- Santa Vall Gravel – 15e en 41e GC 21e
- Egmond Pier Egmond Gravel race 2e (1e in Klimklassement)
- MTB Marathon Apeldoorn – 2e
- 3Rides Gravel Race Aachen (UCI Series) – 47e
- Wörthersee Gravel (UCI Series) – 48e
- Turnhout Gravel (UCI Series) - 30e

## Overlijden
Bonder overleed op 11 juni 2025 op 30-jarige leeftijd als gevolg van een verkeersongeval.